# Orthrosanthus multiflorus
Orthrosanthus multiflorus är en irisväxtart som beskrevs av Robert Sweet. Orthrosanthus multiflorus ingår i släktet Orthrosanthus och familjen irisväxter. Inga underarter finns listade i Catalogue of Life.

## Bildgalleri

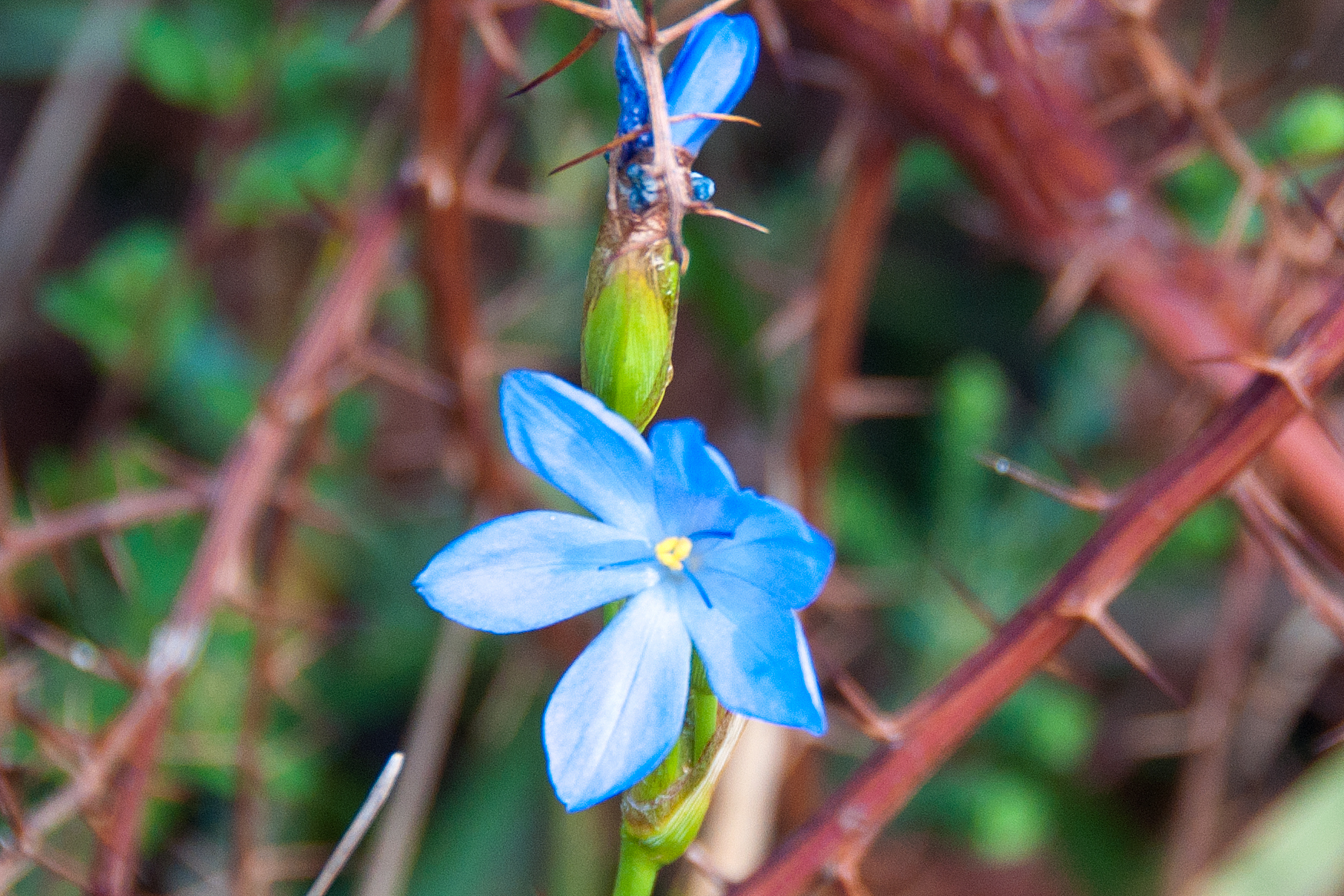